# Luc Van Hoywegen
Luc Van Hoywegen (1 de janeiro de 1929) foi um futebolista belga que competiu na Copa do Mundo FIFA de 1954.